# Poincy
Poincy és un municipi francès, situat al departament de Sena i Marne i a la regió de Illa de França. L'any 2007 tenia 706 habitants.
Forma part del cantó de La Ferté-sous-Jouarre, del districte de Meaux i de la Comunitat d'aglomeració del Pays de Meaux.

## Demografia

### Població
El 2007 la població de fet de Poincy era de 706 persones. Hi havia 241 famílies, de les quals 44 eren unipersonals (16 homes vivint sols i 28 dones vivint soles), 67 parelles sense fills, 118 parelles amb fills i 12 famílies monoparentals amb fills.
La població ha evolucionat segons el següent gràfic:
Habitants censats

### Habitatges
El 2007 hi havia 267 habitatges, 255 eren l'habitatge principal de la família, 4 eren segones residències i 7 estaven desocupats. 251 eren cases i 11 eren apartaments. Dels 255 habitatges principals, 222 estaven ocupats pels seus propietaris, 23 estaven llogats i ocupats pels llogaters i 11 estaven cedits a títol gratuït; 7 tenien dues cambres, 20 en tenien tres, 51 en tenien quatre i 177 en tenien cinc o més. 212 habitatges disposaven pel capbaix d'una plaça de pàrquing. A 91 habitatges hi havia un automòbil i a 145 n'hi havia dos o més.

### Piràmide de població
La piràmide de població per edats i sexe el 2009 era:
| Homes | Edats   | Dones |
| ----- | ------- | ----- |
| 0     | 95 o +  | 0     |
| 4     | 90 a 94 | 0     |
| 0     | 85 a 89 | 0     |
| 0     | 80 a 84 | 0     |
| 0     | 75 a 79 | 8     |
| 12    | 70 a 74 | 8     |
| 8     | 65 a 69 | 16    |
| 4     | 60 a 64 | 8     |
| 24    | 55 a 59 | 8     |
| 44    | 50 a 54 | 48    |
| 28    | 45 a 49 | 32    |
| 24    | 40 a 44 | 28    |
| 24    | 35 a 39 | 28    |
| 28    | 30 a 34 | 16    |
| 28    | 25 a 29 | 32    |
| 20    | 20 a 24 | 24    |
| 32    | 15 a 19 | 28    |
| 40    | 10 a 14 | 4     |
| 20    | 5 a 9   | 36    |
| 12    | 0 a 4   | 20    |

## Economia
El 2007 la població en edat de treballar era de 490 persones, 358 eren actives i 132 eren inactives. De les 358 persones actives 331 estaven ocupades (180 homes i 151 dones) i 28 estaven aturades (13 homes i 15 dones). De les 132 persones inactives 55 estaven jubilades, 48 estaven estudiant i 29 estaven classificades com a «altres inactius».

### Ingressos
El 2009 a Poincy hi havia 250 unitats fiscals que integraven 703,5 persones, la mediana anual d'ingressos fiscals per persona era de 24.138 €.

### Activitats econòmiques
Dels 76 establiments que hi havia el 2007, 1 era d'una empresa extractiva, 7 d'empreses de fabricació d'altres productes industrials, 8 d'empreses de construcció, 23 d'empreses de comerç i reparació d'automòbils, 13 d'empreses de transport, 2 d'empreses d'hostatgeria i restauració, 4 d'empreses financeres, 4 d'empreses immobiliàries, 10 d'empreses de serveis, 2 d'entitats de l'administració pública i 2 d'empreses classificades com a «altres activitats de serveis».
Dels 10 establiments de servei als particulars que hi havia el 2009, 4 eren tallers de reparació d'automòbils i de material agrícola, 1 guixaire pintor, 1 fusteria, 1 lampisteria, 1 electricista i 2 restaurants.
L'únic establiment comercial que hi havia el 2009 era una botiga de mobles.
L'any 2000 a Poincy hi havia 8 explotacions agrícoles que ocupaven un total de 128 hectàrees.

## Equipaments sanitaris i escolars
El 2009 hi havia una escola elemental.

## Poblacions més properes
El següent diagrama mostra les poblacions més properes.